# Pantopipetta brevipilata
Pantopipetta brevipilata is een zeespin uit de familie Austrodecidae. De soort behoort tot het geslacht Pantopipetta. Pantopipetta brevipilata werd in 1990 voor het eerst wetenschappelijk beschreven door Turpaeva. 